# Hospício do Simplon
O hospício do Simplon é um hospício pertencente à congregação Grand-Saint-Bernard, localizada na Suíça, na cidade de Simplon, na parte superior do passo homónimo.

## História

O hospício do Simplon, 1914-1918

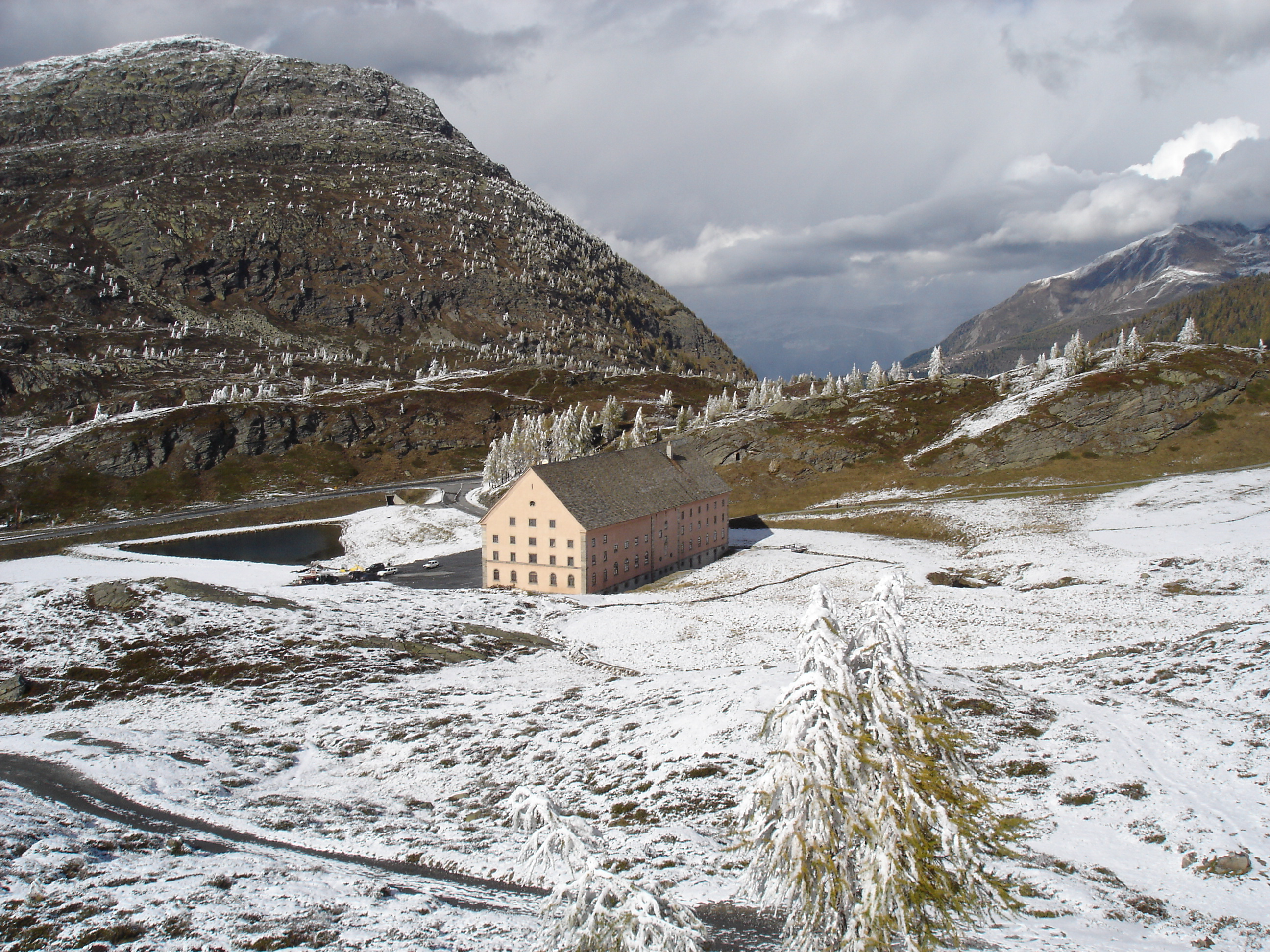
O hospício do Simplon em meados de outubro

Napoleão, que havia apreciado a utilidade do hospício do Grande São Bernardo durante sua visita em maio de 1800 decide em fevereiro de 1801 fundar um estabelecimento semelhante na nova rota de Genebra para Domodossola pelo Simplon. A República Cisalpina deve, de acordo com os termos do decreto, dotar o hospício de vinte mil francos por ano. Também aloca fazendas que pertenciam a mosteiros abolidos na Lombardia para fornecer rendimentos adicionais ao novo estabelecimento. No entanto, é apenas em agosto de 1813 que a pedra fundamental é lançada, mas logo a construção é interrompida devido à derrota de Napoleão. Os franceses abandonaram o Valais, encerrando o departamento do Simplon. Um longo período de negociações seguiu-se, porque nem o governo do Valais, nem o capelão da congregação do Grande São Bernardo pretendiam assumir os custos de construção sozinhos. Finalmente, as obras foram retomadas em 1826-1827 às custas da congregação, de acordo com os planos do arquiteto de Lausana, Henri Perregaux.
O edifício retangular mede 64 metros por 20 metros e pode conter trezentas camas. A construção é concluída em novembro de 1831 e Monsenhor Fabien Roten, bispo de Sião abençoou o hospício e consagrou a capela a 20 de junho de 1832. A eletricidade foi instalada em 1906, graças a uma turbina alimentada pelas águas do lago Rotelsch, nas proximidades. O aquecimento central foi instalado em 1911.
O hospício procede à compra de terras para manutenção e pecuária. O número de hóspedes aumente sendo registadas vinte mil dormidas de trabalhadores italianos apenas no ano de 1899. O cardeal Ratti (futuro Pio XI ) pernoitou aqui a 9 de fevereiro de 1911. Desde 1933, o hospital abrigou acampamentos de férias de verão para crianças de famílias modestas, cessando esta atividade no início da Segunda Guerra Mundial por razões financeiras.
O prior do hospício do Simplon é Canon François Lamon desde 2015.

## Atividades
Com uma capacidade para acolher 130 hóspedes, o hospício do Simplon, além das atividades de hospitalidade e centro de recepção, o hospício do Simplon recebe estudantes em férias universitárias, bem como sessões para seus próprios alunos na formação da congregação.